# 모핸 아가쉬

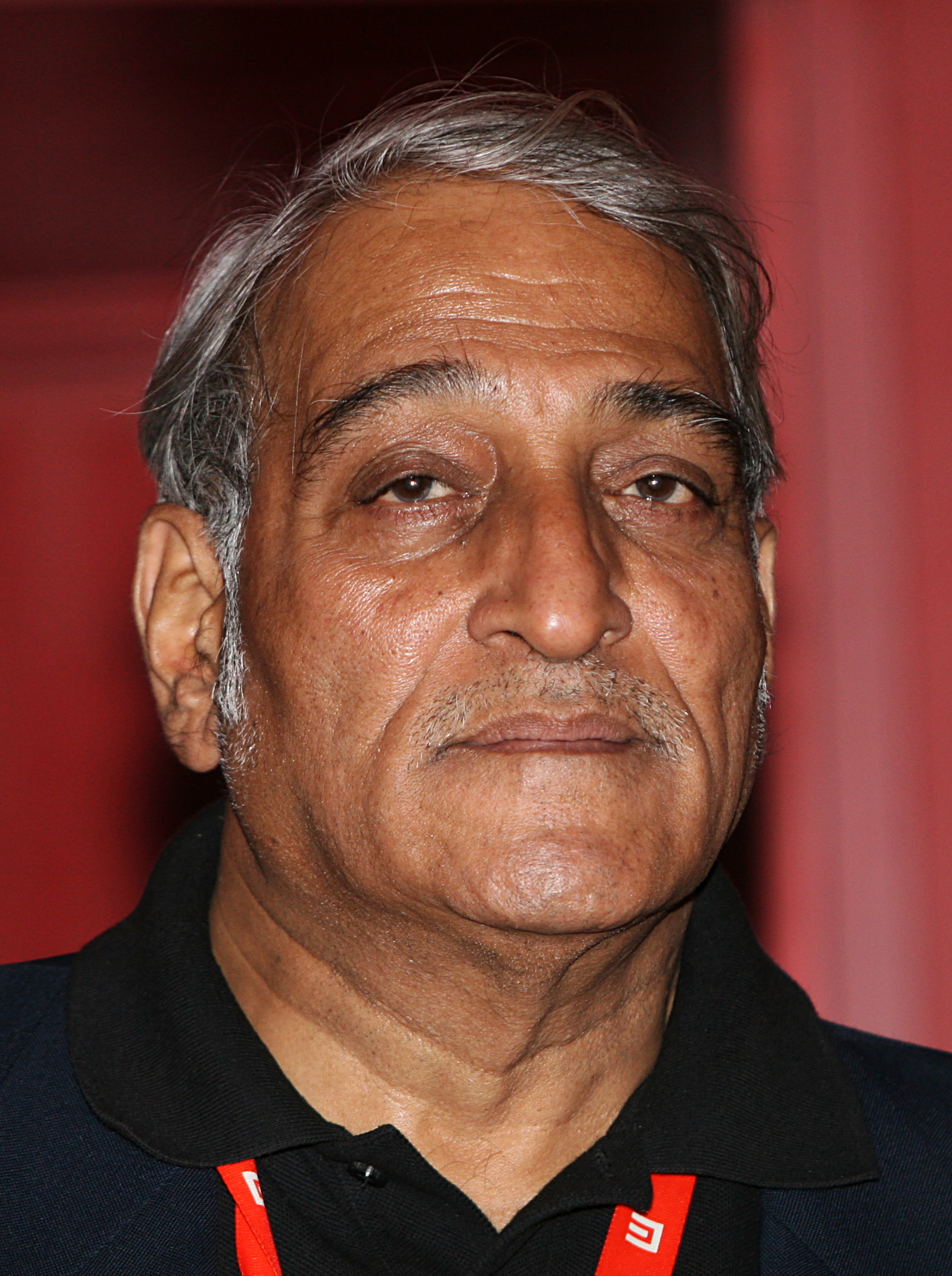

모핸 아가쉬(Mohan Agashe, 1947년 7월 23일 ~ )는 인도의 정신과의, 대학 교수, 연극 배우, 영화배우, 배우이다.
보르에서 태어났다.

## 영화
- 터틀 (2016년)
- 마살라 (2013년)
- 맥시멈 (2012년)
- 더 브라이트 데이 (2012년)
- 신을 본 남자 (2011년)
- 리타 (2009년)
- 우물 (2009년)
- 야생 황소 (2008년)
- 랑 데 바산티 (2006년)
- Paap (2003년) - 카야 아빠 역
- 내 인생의 춤 (2003년)
- 마야 (2001년)
- 미시시피 마살라 (1991년)
- 간디 (1982년)